# 소련의 농업

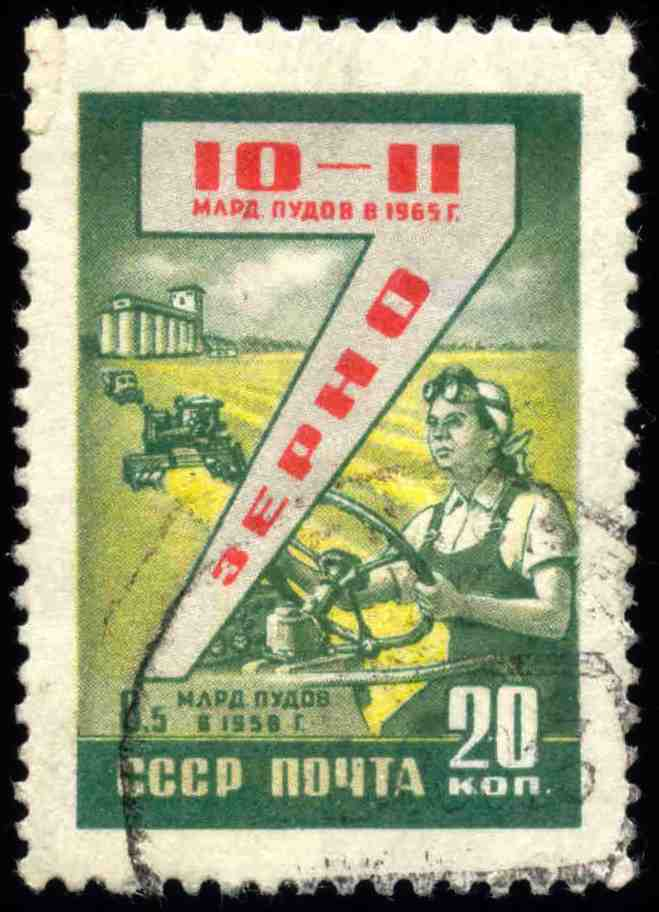
소련의 7개년 계획을 기념하는 우표.

소비에트 연방에서 농업은 대부분 집단화되어 운영되었으며, 개인이 운영하는 경우는 드물었는데, 이러한 농업 체제는 소련의 경제에 가장 비효율적인 것 중 하나로 꼽힌다. 10월 혁명 직후에 시행된 토지 법령에도 소련 초기에 식품세는 높아졌다. 강제 집단화와 스탈린주의의 "쿨라크"로 인한 계급 투쟁은 소련의 농업 생산량을 크게 흔들었고 1930년대 소련 대기근(특히 우크라이나의 홀로도모르)이 일어나는 데에 가장 결정적인 역할을 했다. 국영 집단 농장 체제인 솝호스와 콜호스는 농촌 인구를 전례 없이 생산적이고 공정하게 만들었지만 만성적으로 비효율적이고 공정하지 못한 문제를 갖고 있었다. 스탈린주의의 비효율적 농업 체제를 해결하기 위해 스탈린 이후 서기장인 니키타 흐루쇼프, 레오니트 브레즈네프와 미하일 고르바초프는 많은 개혁(특히 니키타 흐루쇼프의 처녀지 개간 운동)이 실행되었음에도, 소련의 정치 체제인 마르크스-레닌주의의 개념은 중앙 계획과 함께 상당한 양의 시장 기구가 공존하는 것을 허용하지 않아 소련 내에서 가장 생산적이었던 개인 소유 토지는 역할이 제한되었다. 소련 후기 소련은 곡물 수입을 위해 시베리아에서 채굴되는 귀금속을 사용하는 것을 이어나갔고, 이는 많은 사람들이 소련의 농업이 성공적이지 못했다는 경제 지표로 흔히 사용된다. 하지만 이러한 자료는 국가기밀로 취급되었고, 자료를 소련 외부에서 분석하는 것은 제한적이었으며 소련에서 자료를 얻는 것은 거의 불가능했다. 그럼에도 소련의 시민들은 식량, 특히 육류가 눈에 띄게 부족하다는 것을 알고 돈이 부족한 것이 아닌 생활 수준을 제한하는 것임을 알게 되었다.
막대한 토지 자원, 거대한 농기구와 농약 산업, 대규모 농촌 노동력에도 소련의 농업은 상대적으로 생산적이지 못했다. 기후와 열약한 노동자들로 인해 생산량이 제한되었다. 그러나, 소련의 농장 실적은 언제나 나쁘지 않았다. 대규모로 조직되고 고도로 기계화된 소련의 농업 체제는 비록 흉작(1972년과 1975년)과 국내 경제가 둔화하여 수입을 해야 했지만, 그럼에도 소련을 세계 최고의 곡류 생산국으로 만들었다. 1976-1980년 5개년 계획에서 주요 산업은 농업이었고, 1978년에는 기록적인 수확을 거두었다. 수확 실적은 우크라이나와 러시아 남부를 거쳐 시베리아 최남단까지 동쪽으로 길게 뻗어있는 초르노젬 지역에서 가장 좋았으며, 곡물 이외에도 면화, 사탕무, 감자와 아마 등도 수확되었다. 이러한 성과는 10월 혁명 이후 소련의 농촌 사회 문제들이 거의 개선되지 않았음에도 러시아 제국의 농업이 전통적으로 세계에서 높은 수확량을 거두었었기 때문이었으며, 소련의 농업이 근본적인 잠재력이 부족하지 않다는 것을 보여주었다. 곡물은 대부분 솝호스와 콜호스에서 생산되었지만, 야채 등은 꽤나 많은 양이 개인 토지에서 생산되기도 했다.

## 같이 보기
- 러시아의 농업
- 러시아 제국의 농업
- 트로핌 리센코

## 참고 문헌
- Medvedev, Roy; Medvedev, Zhores (1978), 《Khrushchev: The Years in Power》, W.W. Norton & Co., ISBN 978-0231039390
- Taubman, William (2003), 《Khrushchev: The Man and His Era》, W.W. Norton & Co., ISBN 978-0-393-32484-6